# Maudheimiidae
Maudheimiidae zijn  een familie van mijten. Bij de familie is één geslacht met 4 soorten ingedeeld.